# Мало Дубово
Мало Дубово (алб. Dubovë e Vogël) је насеље у општини Исток на Косову и Метохији.

## Демографија
Насеље има албанску етничку већину,
Број становника на пописима:
- попис становништва 1948. године: 160
- попис становништва 1953. године: 188
- попис становништва 1961. године: 220
- попис становништва 1971. године: 267
- попис становништва 1981. године: 346
- попис становништва 1991. године: 385